# Línea 2M1 (Suburbanos Montevideo)
La línea 2M1 de la red de transporte  suburbano de Montevideo une la terminal Baltasar Brum con la ciudad de Libertad en el departamento de San José.

## Creación
Desde sus inicios esta línea es denominada como línea L siendo operada por la Compañía Interdepartamental de Automotores, quien  prestaba tales servicios mediante varios ramales, los cuales se fueron agregando con el paso del tiempo. En el año 2017 la empresa ya no podía hacer frente a diversas deudas, debido a diversas situaciones por las que pasaba, por lo cual se pide la renuncia para dejar de operar esta línea. Así es como en ese mismo año pasó a ser operada por la Corporación de Ómnibus Micro Este. La cual como condición de aceptar dicha línea, acordó que a los diversos ramales ya existentes (más algunos otros creados para COMESA) se convirtieran en líneas independientes. 
- 2M1 	 Terminal Baltasar Brum - Libertad

- 2M2 	 Terminal Baltasar Brum - Libertad (por Playa Pascual)

- 2M5 	 Terminal Baltasar Brum - Penal de Libertad

- 2M7 	  Tres Cruces (barrio)[2]* - Libertad (DIRECTO)

- 2M8 	 Terminal Baltasar Brum - Colonia Wilson (D)